# Willi Wülbeck
Willi Wülbeck (Oberhausen, 18 de dezembro de 1954) é um antigo atleta alemão que nas décadas de 70 e 80 representava a Alemanha Ocidental em provas de 800 metros. Foi campeão do mundo em 1983 e por dez vezes campeão da República Federal Alemã, entre 1974 e 1983.
Nos Jogos Olímpicos de Montreal, em 1976 Wülbeck terminou em quarto lugar, depois do cubano Alberto Juantorena, do belga Ivo Van Damme e do norte-americano Rick Wohlhuter. Falhou a presença nos Jogos de Moscovo 1980 devido ao boicote ocidental e não pôde participar nos Jogos de Los Angeles 1984 por motivo de lesão. Quanto aos Campeonatos Europeus, acabou em oitavo lugar nas edições de 1974 e 1982.
O seu maior sucesso foi a conquista da medalha de ouro na edição inaugural dos Campeonatos Mundiais, disputados em Helsínquia, onde fez o tempo de 1:43.65 que ainda é o corrente recorde alemão de 800 metros. Nos 1500 metros o seu recorde pessoal é de 3:33.74 m, obtido em Koblenz em agosto de 1980.
Durante a sua carreira representou os clubes SC Rot-Weiß Oberhausen-Rhld. 1904Rot-Weiß Oberhausen, SG Osterfeld Oberhausen e TV Wattenscheid.